# Hummel et Héroïne
Hummel et Héroïne (Hummels and Heroin en VO) est le cinquième épisode de la vingt-et-unième saison de la série télévisée d'animation américaine South Park, et le 282e épisode de la série globale. Il est diffusé pour la première fois le 18 octobre 2017 sur Comedy Central. L'épisode traite de la crise des opioïdes aux États-Unis et des maisons de retraite, dont le fonctionnement est comparé à celui d'une prison.
Stan se retrouve mêlé à un trafic de drogue impliquant son grand-père Marvin et la maison de retraite où il réside.

## Résumé
Le jeune Marcus Preston organise une fête d'anniversaire au cours de laquelle un animateur costumé en Chuck E. Cheese vomit et meurt d'une overdose, la police ne parvenant pas à localiser la source des drogues qui l'ont tué. 
Stan se rend dans une maison de retraite pour rendre visite à son grand-père Marvin, et lui apporte en cadeau une figurine Hummel. En retour, Marvin lui donne un oreiller fabriqué par une autre résidente, Mme McGillicudy, que Stan est chargé d'échanger à l'extérieur contre un Hummel en édition limitée, avec une animatrice déguisée en Chipeur le Renard.
À l'école de South Park, Marcus organise une assemblée pour pleurer la mort récente de plusieurs mascottes à cause d'une overdose, parmi lesquelles Chipeur. Apprenant la nouvelle, Stan réalise qu'il a été, sans le savoir, une mule pour transporter la drogue. Ses amis, qui ne veulent pas être mêlés à cette histoire, tentent de le convaincre de dénoncer son grand-père, mais il préfère d'abord en parler avec lui 
À la maison de retraite, Marvin explique à Stan que la collection de Hummels de McGillicudy lui a donné autorité sur tous les résidents. Elle vient d'ailleurs menacer discrètement Stan et Marvin s'ils ne coopèrent pas avec elle. 
Marcus se rend dans le bureau du coroner pour l'autopsie de Chuck E. Cheese, où il apprend que l'animateur, ainsi que tous ceux récemment décédés, avait des Hummels cachés dans le rectum.
Marcus confronte Stan à propos de ses récents achats de Hummels et menace de le dénoncer s'il est impliqué dans la mort des personnages costumés. Stan supplie les autres garçons de l'aider, car il prévoit de voler la collection de Hummels de McGillicudy et de les donner son grand-père, faisant de lui la personne la plus importante de la maison de retraite. Ses amis refusent toujours d'être impliqués, jusqu'à ce que Cartman trouve un plan. 
Marcus se précipite à une autre fête d'anniversaire, où un animateur mourant déguisé en Peppa Pig lui révèle le lien entre les Hummels et les personnes âgées avant de succomber. 
Cartman, Kyle, Kenny et Butters se déguisent en quatuor de Barbershop et organisent un spectacle à la maison de retraite pour distraire tous les résidents, tandis que Stan trouve la chambre de McGillicudy et met les Hummels dans un grand sac. Marcus surgit pour le confronter, mais Stan le convainc de s'en prendre plutôt aux personnes réellement responsables de la mort de Chuck E. Cheese. Stan apporte le sac d'Hummels à son grand-père, mais il doit faire face à McGillicudy et aux grands-mères lui servant de gardes du corps. Marvin utilise le sac d'Hummels pour battre les unes après les autres, devenant ainsi le nouveau maître de la maison de retraite. 
McGillicudy est envoyée en isolement, tandis que Marcus se rend dans une convention de médecins-pharmaciens pour leur poser quelques questions...